# Sclerophrys turkanae
Sclerophrys turkanae es una especie de anfibios anuros de la familia Bufonidae.

## Distribución geográfica y hábitat
Es endémica del norte y centro de Kenia.
Su hábitat natural incluye sabanas secas, zonas secas de arbustos tropicales o subtropicales, ríos y lagos de agua dulce.